# Zemědělské noviny

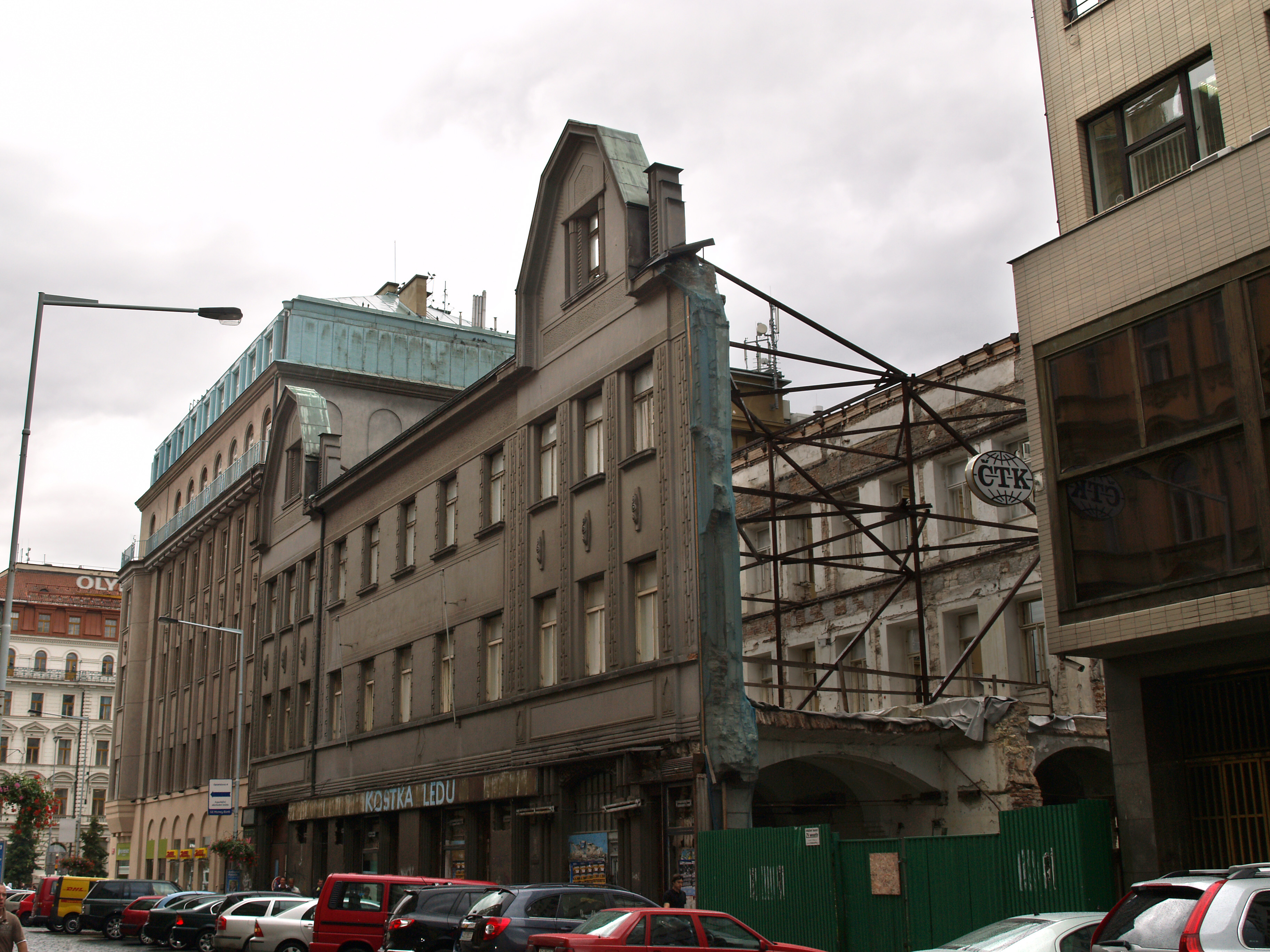
Bývalé sídlo Zemědělských novin před demolicí

Zemědělské noviny byly noviny, celostátní tištěný deník, který vycházel v Československu v letech 1945–1992. 

## Historie
Vznikly krátce po osvobození republiky, jakožto tiskový orgán nově založeného Jednotného svazu českých zemědělců. Ten dostal k dispozici bývalý agrárnický tiskařský koncern v Opletalově ulici v Praze (na místě dnes již dvou zbořených domů, nahrazených obchodním domem Primark). Nové vydavatelství bylo nazváno Brázda a krom deníku začalo vydávat i další tiskoviny (časopisy Český zemědělec, Beseda naší rodiny ad.). První číslo Zemědělských novin vyšlo 2. června 1945. Deník se netajil tím, že chce oslovit a získat čtenářstvo staršího agrárnického deníku Venkov, ostatně přešla do něj i řada bývalých redaktorů Venkova. V čele deníku nicméně stáli od počátku komunisté a noviny tak prosazovaly hlavně komunistickou zemědělskou politiku. První šéfredaktorem byl bývalý vedoucí zemědělské rubriky Rudého práva Antonín Volavka. V roce 1952 byl Jednotný svaz českých zemědělců zrušen. Z vydavatelství Brázda bylo vytvořeno Státní zemědělské nakladatelství, které bylo oficiálním vydavatelem deníku až do roku 1955, kdy se jím stalo přímo ministerstvo zemědělství. Tento stav trval až do revoluce roku 1989 i krátce po ní. V roce 1991 došlo k dramatickému vývoji, který nebyl v té době v českých novinách neobvyklý: redakce (podporovaná částí vlivných politiků) se vzbouřila proti vydavateli a začala vydávat vlastní tiskovinu Česko-moravské zemědělské noviny. Podařilo se jí přitom získat od Poštovní novinové služby celý předplatitelský kmen i inzerenty. Proti tomu se ovšem postavil tehdejší ministr zemědělství Bohumil Kubát (OF, ODA), který to označil za tunelování a krádež značky. Ministerstvo připravilo poté obnovení vydávání původních Zemědělských novin (přezdívaných někdy "Kubátovky"), byť za to ministr čelil tehdy kritice řady politiků (i z vlastní strany ODA) a médií jako "ten, kdo hatí soukromé podnikání". Zemědělské noviny vydávané ministerstvem, na trhu nepříliš úspěšné, existovaly do roku 1992, kdy je po volbách nový ministr Josef Lux (KDU-ČSL) zrušil. Česko-moravské zemědělské noviny změnily název na ZN noviny a byly brzy "privatizujícími" redaktory prodány německému vlastníkovi, který změnil jejich název na ZN Zemské noviny. Tento deník zanikl v září 2001 (poslední číslo v Čechách vyšlo 9. září, na Moravě 30. září).